# August Kopff
August Kopff (* 5. Februar 1882 in Heidelberg; † 25. April 1960 in Heidelberg) war ein deutscher Astronom und Entdecker vieler Asteroiden (Kleinplaneten).

## Leben
Kopff wurde 1907 an der Universität Heidelberg promoviert. Von 1924 bis 1954 war er der 18. Direktor des Astronomischen Rechen-Instituts (ARI), zunächst in Berlin, ab 1945 in Heidelberg.
Kopff entdeckte 1906 den Kopff'schen Komet, bekannt auch durch ein Rendezvous der Galileo-Raumsonde, sowie im Zeitraum von 1905 bis 1909 noch 66 Asteroiden, dazu war er Mitentdecker zweier weiterer Asteroiden.
Nach ihm wurde der Mondkrater Kopff und der Asteroid (1631) Kopff benannt. Seit 1933 war er Korrespondierendes Mitglied der Göttinger Akademie der Wissenschaften. Im Jahr 1936 wurde er zum Mitglied der Leopoldina gewählt. Der Preußischen Akademie der Wissenschaften gehörte er ebenfalls seit 1936 als Mitglied an. In die Heidelberger Akademie der Wissenschaften wurde er 1947 aufgenommen. Von 1939 bis 1945 war Kopff Vorsitzender der Astronomischen Gesellschaft.

## Entdeckungen
Zu den von ihm entdeckten Asteroiden gehören:
- (579) Sidonia
- (582) Olympia
- (584) Semiramis
- (585) Bilkis
- (589) Croatia
- (591) Irmgard
- (593) Titania
- (595) Polyxena
- (596) Scheila
- (606) Brangäne
- (607) Jenny
- (608) Adolfine
- (612) Veronika
- (613) Ginevra
- (614) Pia
- (615) Roswitha
- (616) Elly
- (617) Patroclus
- (619) Triberga
- (621) Werdandi
- (624) Hektor
- (625) Xenia
- (626) Notburga
- (627) Charis
- (628) Christine
- (634) Ute
- (667) Denise
- (677) Aaltje